# Петър Паунов
Петър Георгиев Паунов е български юрист и политик.

## Биография
Роден е на 6 август 1968 г. в Кюстендил. Завършва математическата гимназия в Кюстендил (1986) и получава висше юридическо образование в Юридическия факултет на Варненския свободен университет „Черноризец Храбър“ (1996). Работи като адвокат в Кюстендил и София (1997 – 2007).
Избран е за кмет на Кюстендил и заема кметския пост на 12 ноември 2007 година. Издигнат е от десен съюз „Коалиция за Кюстендил“, в която участват СДС, ДСБ, Атака, Движение „Гергьовден“ и други. Става кмет след втори тур, когато побеждава кандидата на БСП Иван Каракашки, като получава 62,92% (32,84% на първи тур).
През 2011 година печели кметските избори още на първи тур, издигнат като кандидат от Коалиция „Кюстендил“, като получава 52,94%.
През 2015 г. е избран за кмет на община Кюстендил  като кандидат на Коалиция „Кюстендил“ на първия тур, като получава 59,43%.
През ноември 2023 г. като кандидат на Коалиция „Кюстендил“ отива на балотаж срещу инж. Огнян Атанасов. На балотажа Петър Паунов губи изборите, като получава 29,61% (28,45% на първия тур).